# Щиголево
Щиголево — деревня в Гагаринском районе Смоленской области России. Входит в состав Серго-Ивановского сельского поселения. Население — 13 жителей (2007). 
Расположена в северо-восточной части области в 20 км к юго-западу от Гагарина, в 5 км севернее автодороги М1 «Беларусь». В 2 км севернее деревни расположена железнодорожная станция О.п. 204-й км на линии Москва — Минск. 

## История
В годы Великой Отечественной войны деревня была оккупирована гитлеровскими войсками в октябре 1941 года, освобождена в марте 1943 года. 